# Кліна (община)
Кліна (серб. Клина) — громада в Косові, входить у Пецький округ.
Даних про населення громади немає. Займана площа 403 км².
Адміністративний центр громади — місто Кліна. Община Кліна складається з 64 населених пунктів, середня площа населеного пункту 6,3 км².